# キャプテン・ブリープ

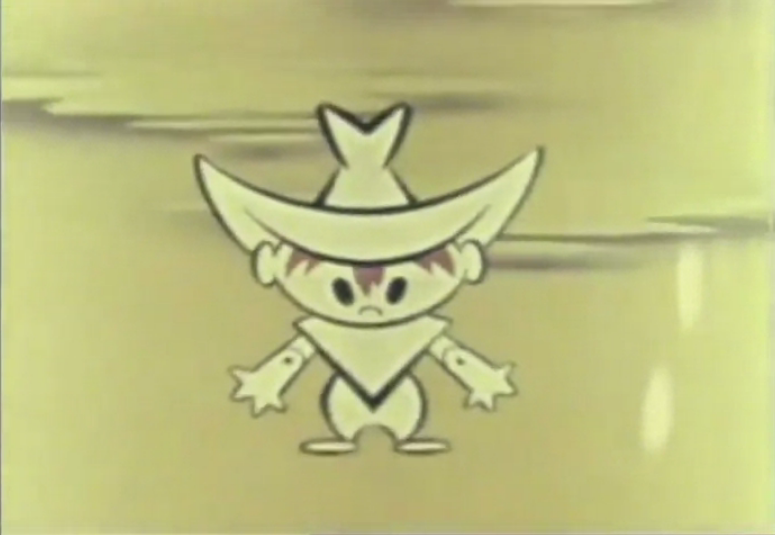
木彫り人形のキック。

『キャプテン・ブリープ』(Colonel Bleep)は、アメリカにて、1957年よりRobert D. Buchananによって制作されたテレビアニメである。1本約5分のエピソードが104話制作された。地球の調査にやってきた宇宙人ブリープが、木彫り人形のキックと原始人モコモコとともに、ゼロゼロ基地(アフリカ大陸沖の島にあり、緯度0/経度0である為この名称となった)をベースに様々な活躍を繰り広げるという内容。

## キャラクター
ブリープ (Bleep)
日本の声: ？/英語: ノア・タイラー
モコモコ (Scratch)
日本の声: ？/英語: ノア・タイラー
キック (Squeak)
日本声: ？/英語: ノア・タイラー
ナレーション
日本の声: 牟田悌三 / 英語: ノア・タイラー

## 邦題
日本では当初(1960年代)、午後7時直前に東京12チャンネル(当時)で放映されていた。原題は「Colonel Bleep」であり、直訳すると「ブリープ大佐」だが、日本では「キャプテン・ブリープ」や「宇宙キャプテン」(キャプテンは「大尉」)、或いは「宇宙パトロール」等の題名で放映されていた。ナレーションは牟田悌三が担当。